# トム・ナップ
トム・ナップ（Tom Knapp、1950年9月30日 - 2013年4月26日）は、アメリカのエキシビジョンシューター。
ポンプアクションショットガンでクレー8枚、セミオートショットガンでクレー10枚を一度に空中で全て撃ち抜く記録を保持していた。イタリア・ベネリ社のショットガンのコマーシャルに多く出演していた。